# Berkovitsa
Berkovitsa (bulgariska: Берковица) är en ort i Bulgarien.   Den ligger i kommunen Obsjtina Berkovitsa och regionen Montana, i den västra delen av landet, 60 kilometer norr om huvudstaden Sofia. Berkovitsa ligger 412 meter över havet och antalet invånare är 15 027.
Terrängen runt Berkovitsa är kuperad åt nordost, men åt sydväst är den bergig. Berkovitsa är det största samhället i trakten.
I omgivningarna runt Berkovitsa växer i huvudsak lövfällande lövskog. Runt Berkovitsa är det ganska glesbefolkat, med 43 invånare per kvadratkilometer.